# Ballana indens
Ballana indens är en insektsart som beskrevs av Delong 1937. Ballana indens ingår i släktet Ballana och familjen dvärgstritar. Inga underarter finns listade i Catalogue of Life.